# Samuel Prout

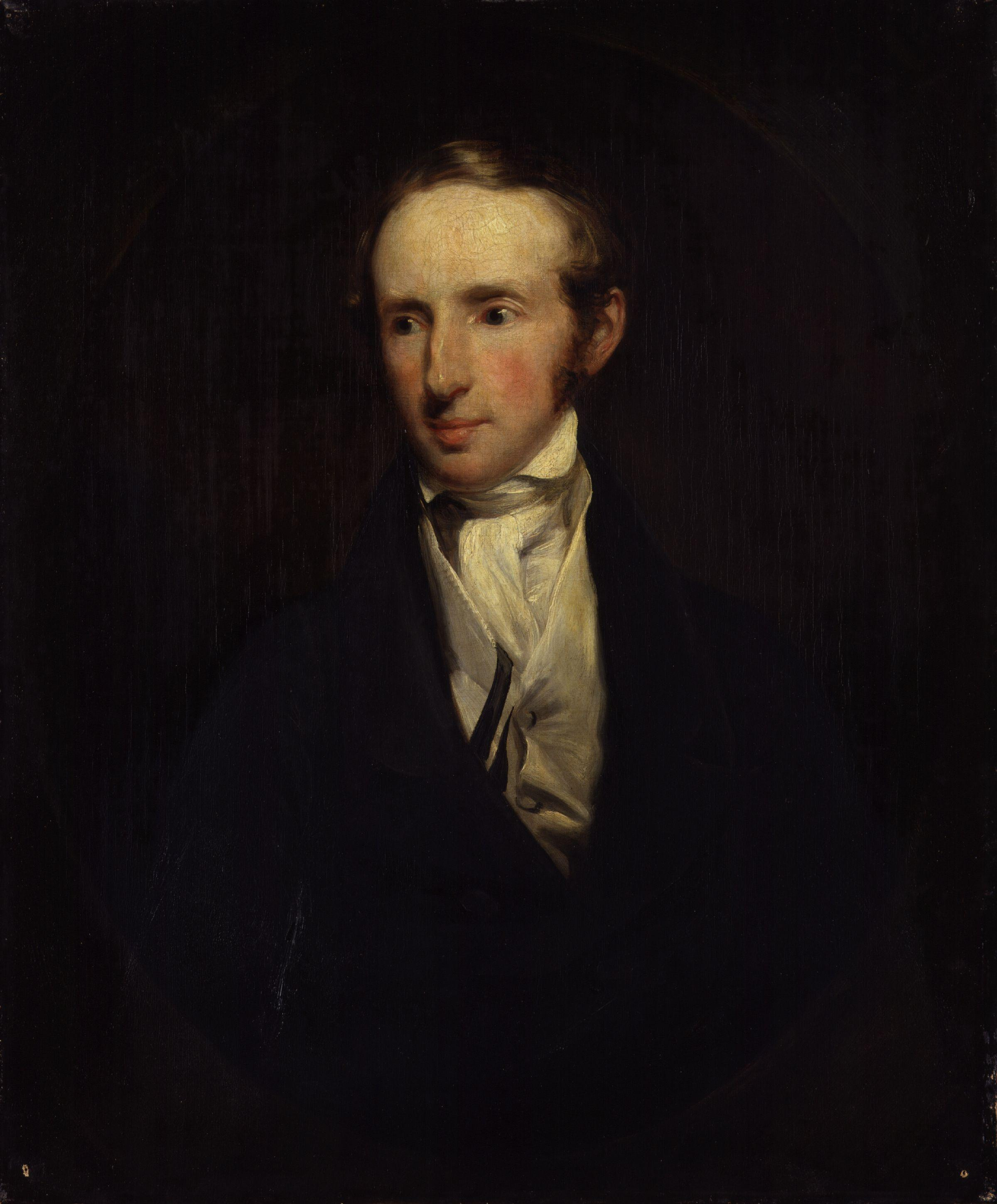
John Jackson: Bildnis des Samuel Prout, vor 1830

Samuel Prout (* 17. September 1783 in Plymouth, Devon (England); † 10. Februar 1852 in London) war ein englischer Maler, Zeichner und Lithograph. Er ist vor allem für seine Aquarelle mit Stadtmotiven bekannt.

## Leben
Prout wuchs in Plymouth in der Grafschaft Devonshire auf, zog 1803 nach London und heiratete Elizabeth Gillespie, mit der er vier Kinder hatte. Bereits in seiner Jugend begeisterte er sich für die Landschaftsmalerei. Auf mehreren Reisen durch Europa ab 1818 fand er zahlreiche Motive, die er in Bleistiftskizzen und Aquarellen festhielt, und später erfolgreich sowohl als Originalaquarelle wie auch als Lithographien verkaufte. Besonders Motive aus historischen Städten in England, Deutschland, Italien, Frankreich, der Schweiz und den Niederlanden finden sich häufig in seinem Œuvre. Prout hielt aber auch Naturschönheiten in seinen Aquarellen fest. König George IV. ernannte ihn 1829 zum königlichen Aquarellmaler, was er auch unter Queen Victoria blieb. Insbesondere seine großformatigen Bücher mit Lithografien historischer Stadtansichten waren begehrte Sammlerobjekte: So seine Illustrations of the Rhine von 1824 (London) und die  Facsimiles of Sketches Made in Flanders and Germany and drawn on stone von 1838 (London) ebenso wie besonders seine Venedigansichten.
1852 starb er nach langer Krankheit als angesehener Maler in London.
Charakteristisch für Prouts Auquarelle ist ein trotz großem Detailreichtum sehr weicher Malstil mit subtiler Beleuchtung.

## Galerie

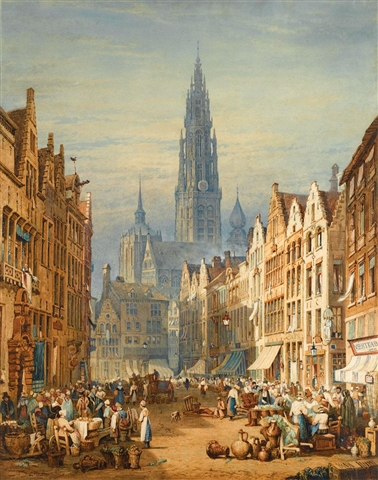
Marktplatz und Kathedrale in Antwerpen, um 1823
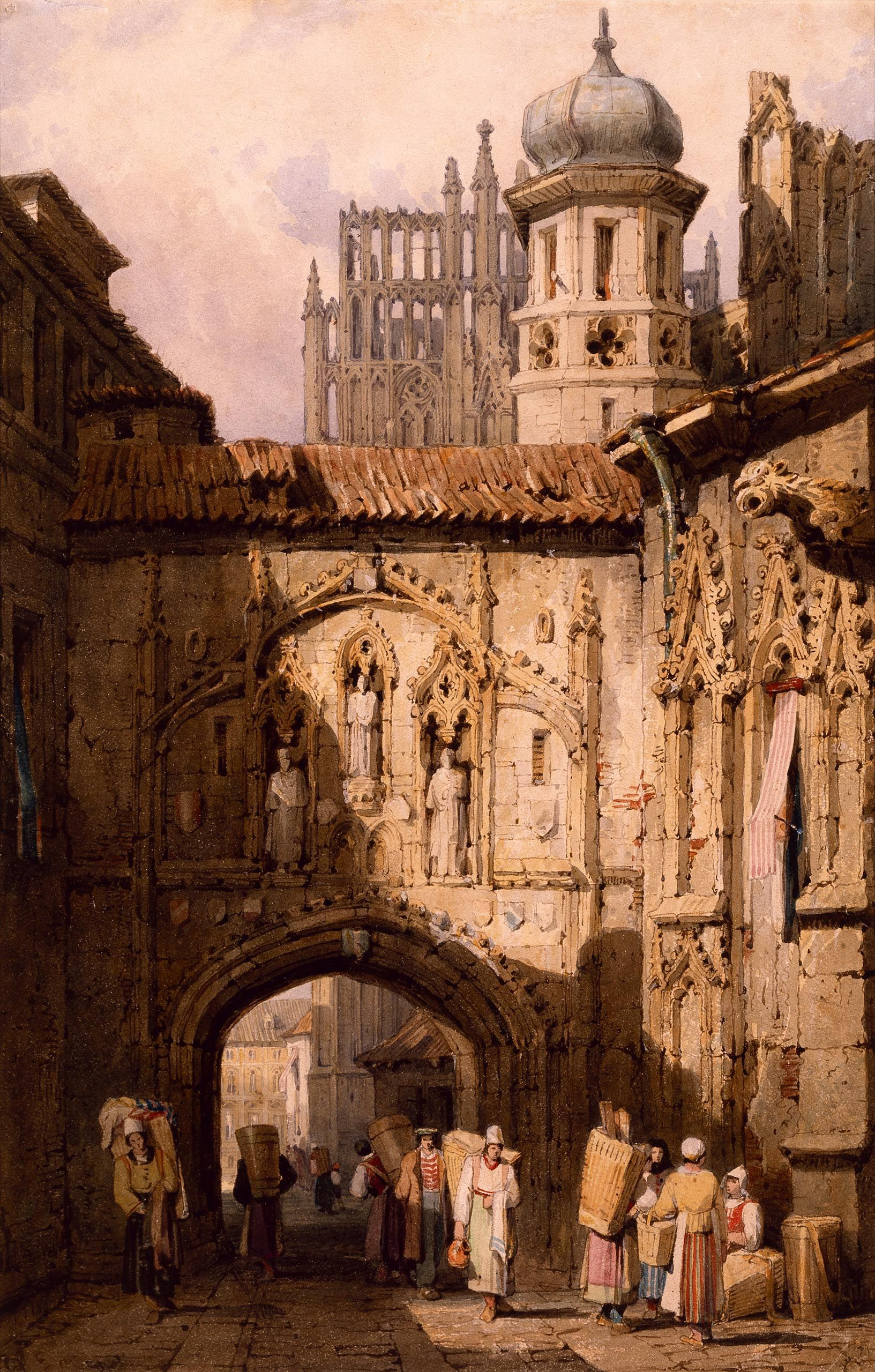
Stadttor in Nürnberg, um 1823
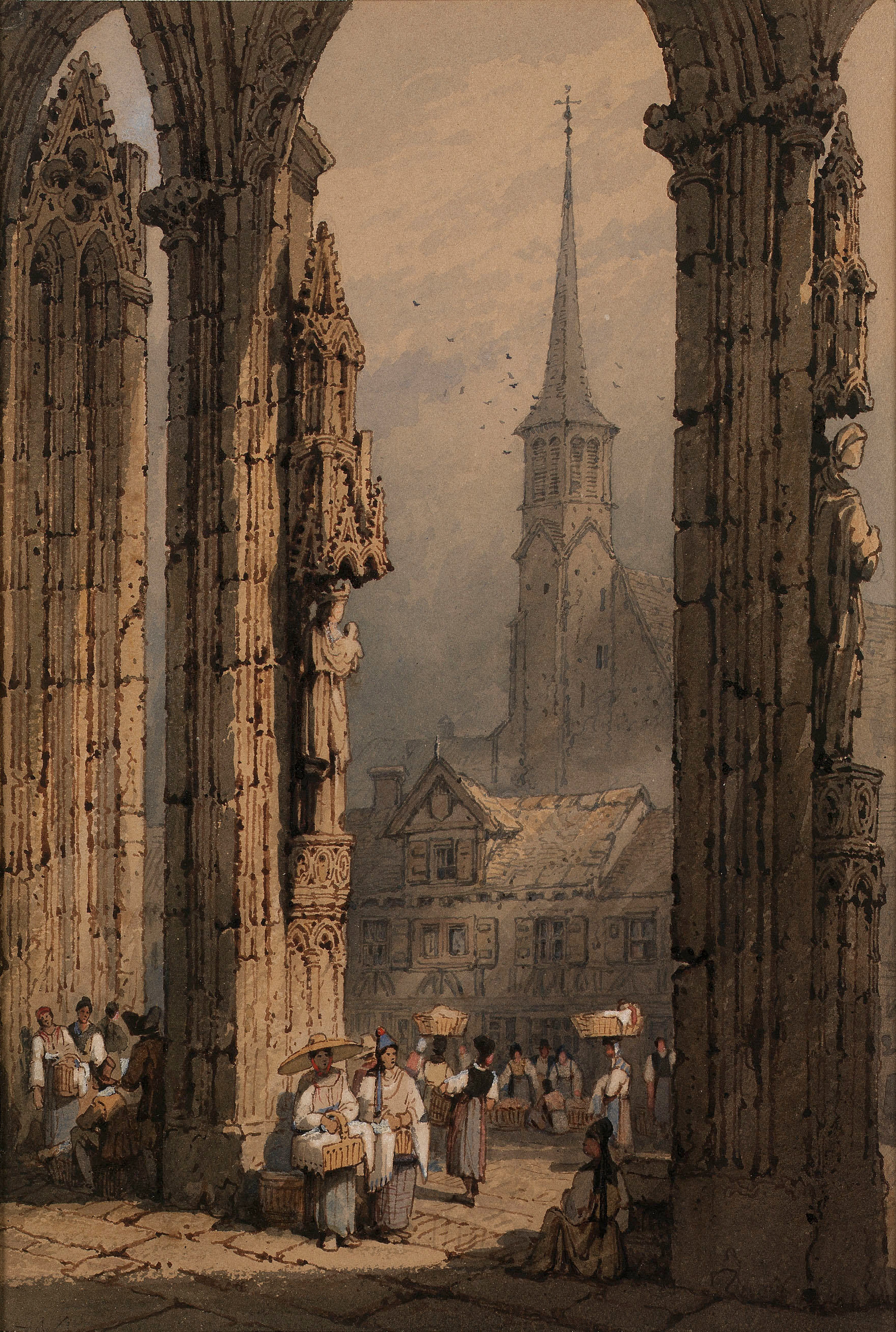
Das Portal des Ulmer Münsters, um 1823
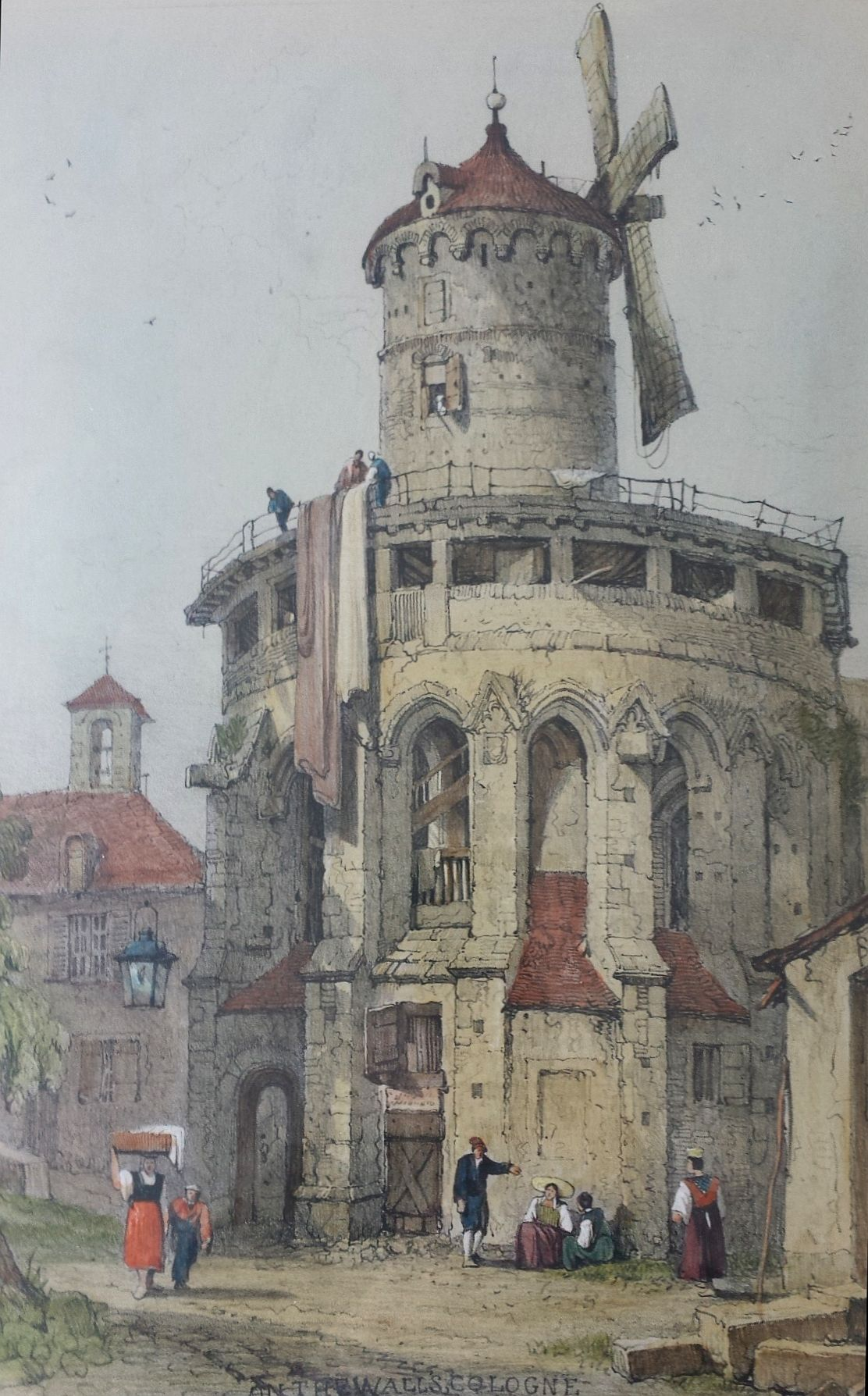
Ulrepforte in Köln, um 1824
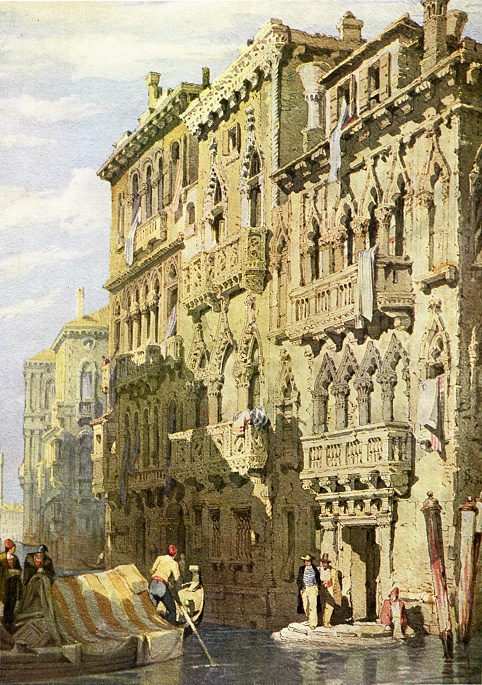
Der Palazzo Contarini in Venedig, um 1825
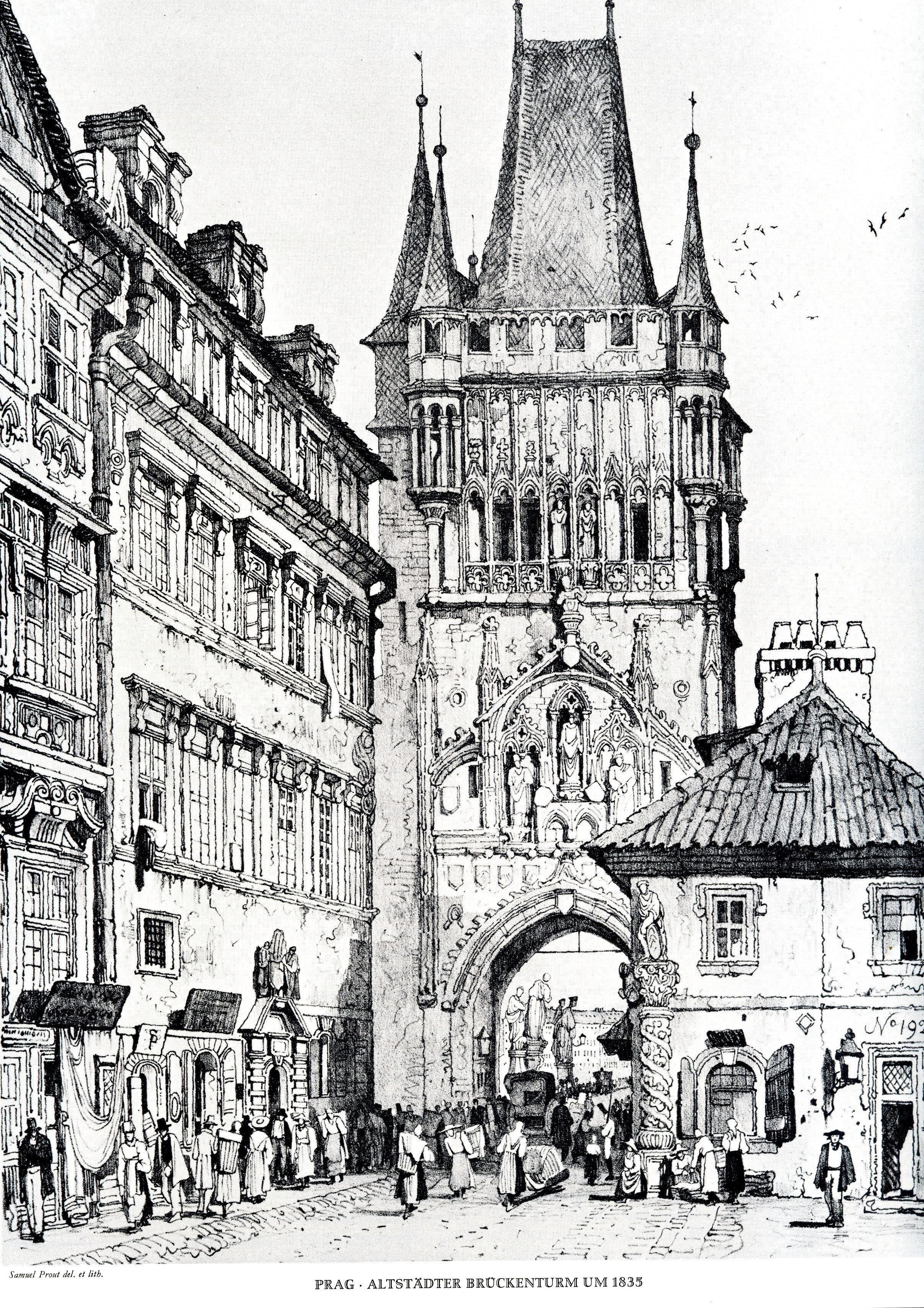
Altstädter Brückenturm in Prag, 1835
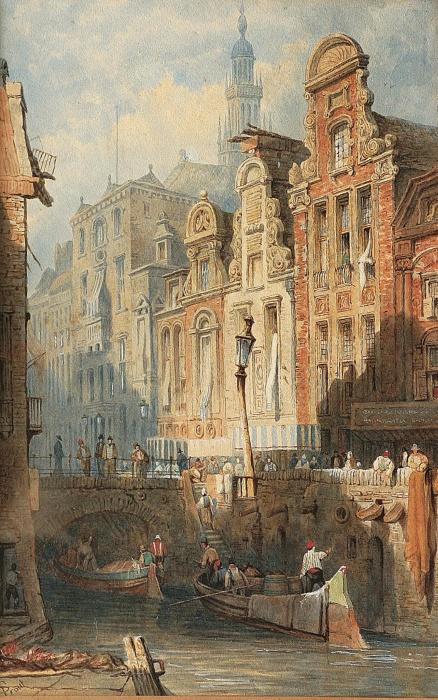
Stadthalle in Utrecht, 1841
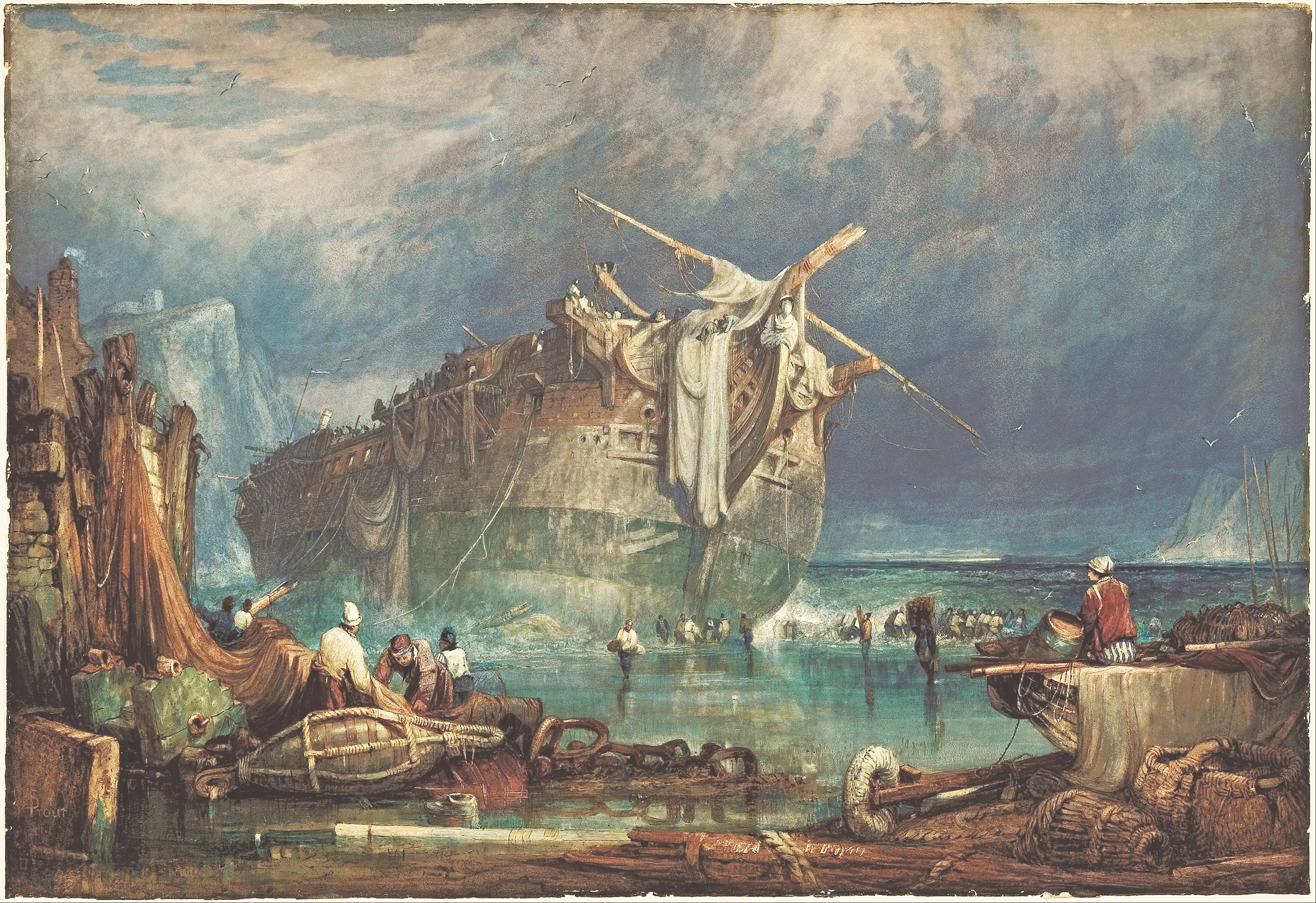
Die Bergung eines Schiffes, 1848
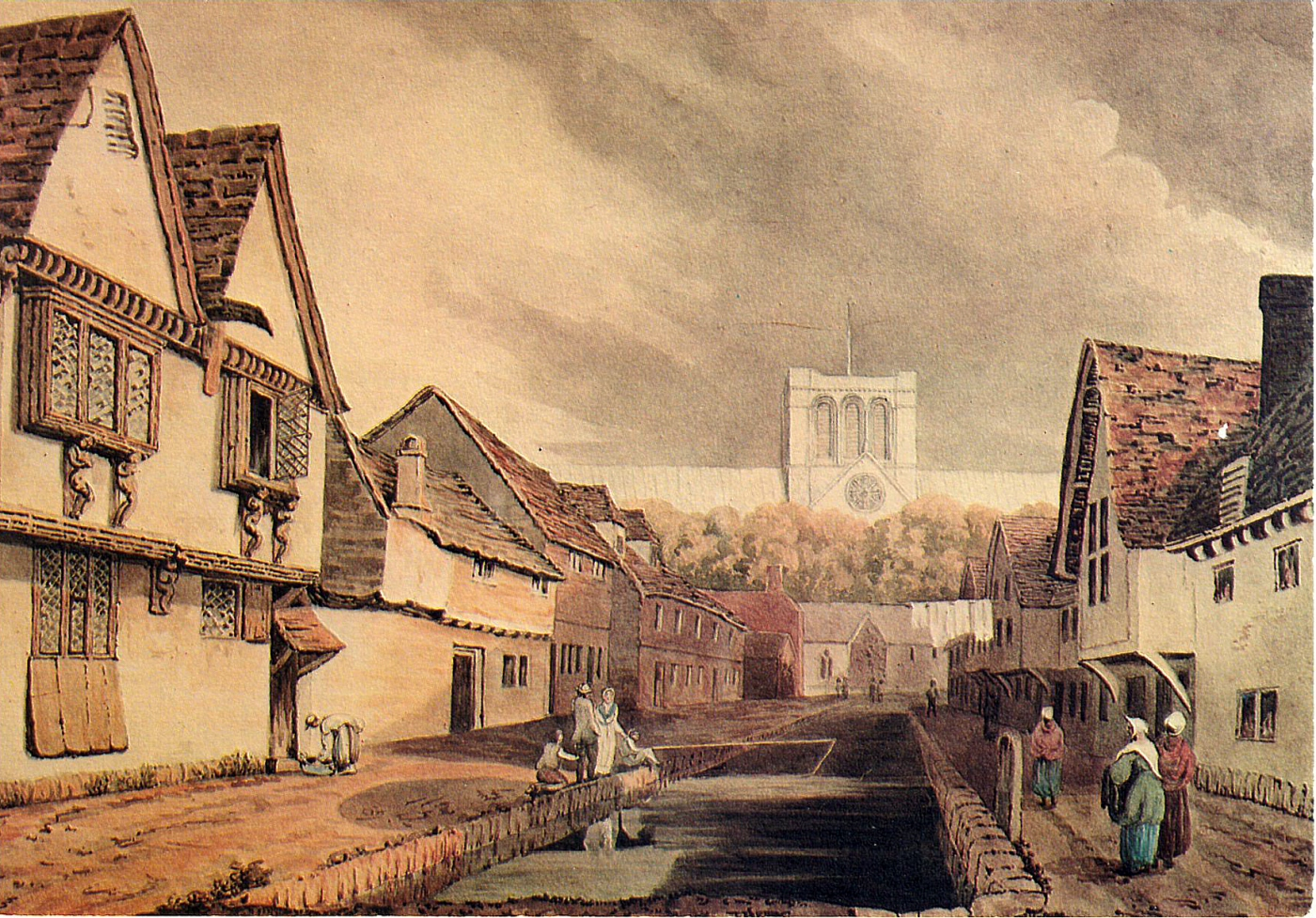
Middle Brook Street in Winchester UK, um 1813